# Кубок Центральной Европы по футболу
Кубок Центральной Европы по футболу (Central European International Cup) — первое европейское международное футбольное соревнование, проводившееся с 1927 по 1960 годы, в которых национальные сборные Центральной Европы соревновались между собой за первенство.

## О турнире
Первоначально турнир носил имя Антонина Швехлы (Кубок Швеглы), премьер-министра Чехословакии и одного из основателей турнира, а затем, с 1954 года, турнир стал известен как Кубок Герё, по имени директора Австрийской футбольной ассоциации, министра иностранных дел Австрии и бывшего судьи Кубка, Йозефа Герё. В литературе некоторых стран-участниц Кубок проходил под другими названиями, в частности, в Австрии и Венгрии он назывался Кубок Европы, а в Италии и Чехословакии его именовали Международный кубок.
Соревнование появилось в 1927 году, его автором принято именовать австрийца Хуго Майсля, который долго добивался от ФИФА разрешение на создание чемпионата Европы, но ФИФА не спешила с ответом, и Майсль самостоятельно, с футбольными ассоциациями стран Австрии, Венгрии, Чехословакии и Италии, создал в июле 1927, в Венеции, Кубок Митропы, а затем и Центральноевропейский международный кубок. К 4-м странам учредительницам позже присоединилась Швейцария, а затем, в 1955 году, Югославия. Также в турнире участвовали команды Польши и Румынии, но их футбольные ассоциации отказались играть в матчах с профессионалами, а потому играли лишь против любительских национальных сборных.
Турнир проходил по круговой системе, в которой соревновавшиеся команды встречались между собой по два раза, «дома» и в «гостях». Обычно турнир проходил 2-3 года, а последние турниры растягивались на 5 лет. Турнир был ликвидирован в 1960 году, с появлением чемпионата Европы.

## Призеры
| Годы               | Призёры                                             | Призёры                                             | Призёры                                             | Призёры                                             | Призёры                                             | Призёры                                             |
| Годы               | Победитель                                          | Очки                                                | Второе место                                        | Очки                                                | Третье место                                        | Очки                                                |
| ------------------ | --------------------------------------------------- | --------------------------------------------------- | --------------------------------------------------- | --------------------------------------------------- | --------------------------------------------------- | --------------------------------------------------- |
| 1927 — 1930 Детали | Италия                                              | 11                                                  | Австрия                                             | 10                                                  | Чехословакия                                        | 9                                                   |
| 1931 — 1932 Детали | Австрия                                             | 11                                                  | Италия                                              | 9                                                   | Венгрия                                             | 8                                                   |
| 1933 — 1935 Детали | Италия                                              | 11                                                  | Австрия                                             | 9                                                   | Венгрия                                             | 9                                                   |
| 1936 — 1938 Детали | Турнир был прерван из-за Аншлюса 12 марта 1938 года | Турнир был прерван из-за Аншлюса 12 марта 1938 года | Турнир был прерван из-за Аншлюса 12 марта 1938 года | Турнир был прерван из-за Аншлюса 12 марта 1938 года | Турнир был прерван из-за Аншлюса 12 марта 1938 года | Турнир был прерван из-за Аншлюса 12 марта 1938 года |
| 1948 — 1953 Детали | Венгрия                                             | 11                                                  | Чехословакия                                        | 9                                                   | Австрия                                             | 9                                                   |
| 1955 — 1960 Детали | Чехословакия                                        | 16                                                  | Венгрия                                             | 15                                                  | Австрия                                             | 11                                                  |

| Годы      | Призёры (Любительских команды) | Призёры (Любительских команды) | Призёры (Любительских команды) | Призёры (Любительских команды) | Призёры (Любительских команды) | Призёры (Любительских команды) |
| Годы      | Победитель                     | Очки                           | Второе место                   | Очки                           | Третье место                   | Очки                           |
| --------- | ------------------------------ | ------------------------------ | ------------------------------ | ------------------------------ | ------------------------------ | ------------------------------ |
| 1929-1930 | Польша                         | 7                              | Венгрия (Л)                    | 6                              | Австрия(Л)                     | 6                              |
| 1931-1934 | Румыния                        | 9                              | Венгрия (Л)                    | 6                              | Чехословакия (Л)               | 5                              |

## Лучшие бомбардиры
| 1927-1930 | 6 голов  | Хулио Либонатти Джино Россетти   | Италия            |
| 1931-1932 | 8 голов  | Иштван Авар                      | Венгрия           |
| 1933-1935 | 7 голов  | Леопольд Кильхольц Дьёрдь Шароши | Швейцария Венгрия |
| 1936-1938 | 10 голов | Дьёрдь Шароши                    | Венгрия           |
| 1948-1953 | 10 голов | Ференц Пушкаш                    | Венгрия           |
| 1955-1960 | 7 голов  | Лайош Тихи                       | Венгрия           |